# Aşağı Göklü, Halfeti
Aşağı Göklü là một xã thuộc huyện Halfeti, tỉnh Şanlıurfa, Thổ Nhĩ Kỳ. Dân số thời điểm năm 2011 là 2.102 người.